# Рвы (деревня, Тульская область)
Рвы — деревня в Тульской области России. 
В рамках организации местного самоуправления входит в городской округ город Тула, в рамках административно-территориального устройства — в Рассветовский сельский округ Ленинского района Тульской области.

## География
Расположена вблизи Тулы (в 3 км от микрорайона Косая Гора). Находится в 4 км от усадьбы Льва Николаевича Толстого «Ясная Поляна», рядом с деревней также расположен санаторий «Ясная поляна».
В деревне находится дачный кооператив «Металлург-8», большинство владельцев дач в котором являются жителями Косой Горы. Бывшая железнодорожная платформа Рвы.

## Население
| 2010 |
| ---- |
| 65   |

## Памятники
В центре деревни в районе колодца установлен монумент партизанам и красноармейцам, погибшим в здешних местах в 1941—1942 гг. и перечислены те бойцы, чьи фамилии удалось восстановить. В ноябре-декабре 1941 года деревня находилась на переднем крае обороны Тулы.
Близ деревни в лесу находится памятник на могиле партизана-разведчика С. А. Козырева, схваченного и расстрелянного фашистами около ж.д. станции.

## История
До 1990-х гг. деревня входила в Рассветовский сельсовет, в 1997 году вошла в Рассветовский сельский округ Ленинского района Тульской области. 
В рамках организации местного самоуправления с 2006 до 2014 гг. деревня входила в Иншинское сельское поселение Ленинского района, с 2015 года — в Привокзальный территориальный округ в составе городского округа город Тула.

## Известные уроженцы
В деревне Рвы в 1948 году родился бывший министр обороны России, генерал армии Павел Грачёв, старостой деревни является его сестра, В. С. Грачёва

## Галерея

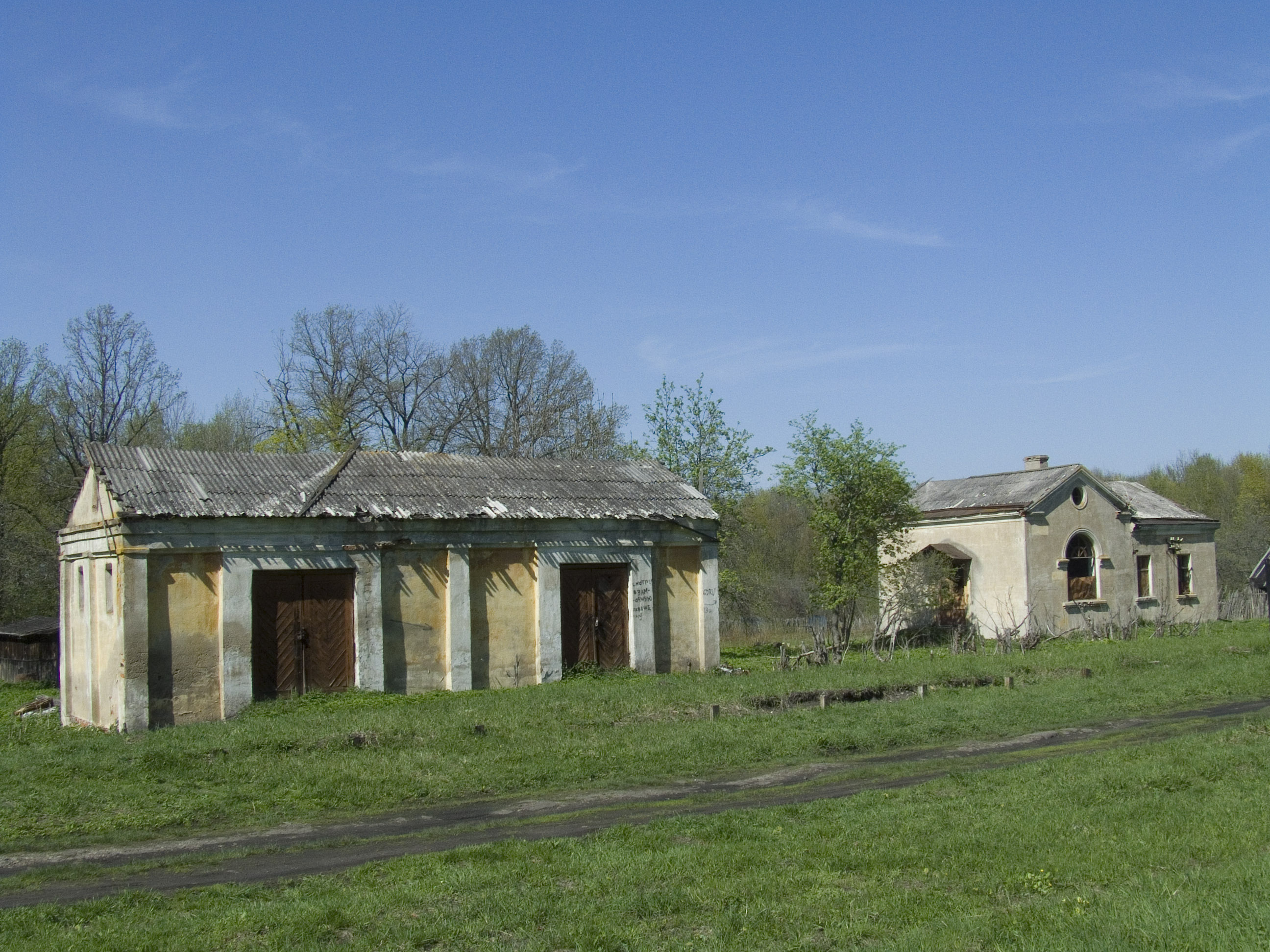
Бывшая станция Рвы
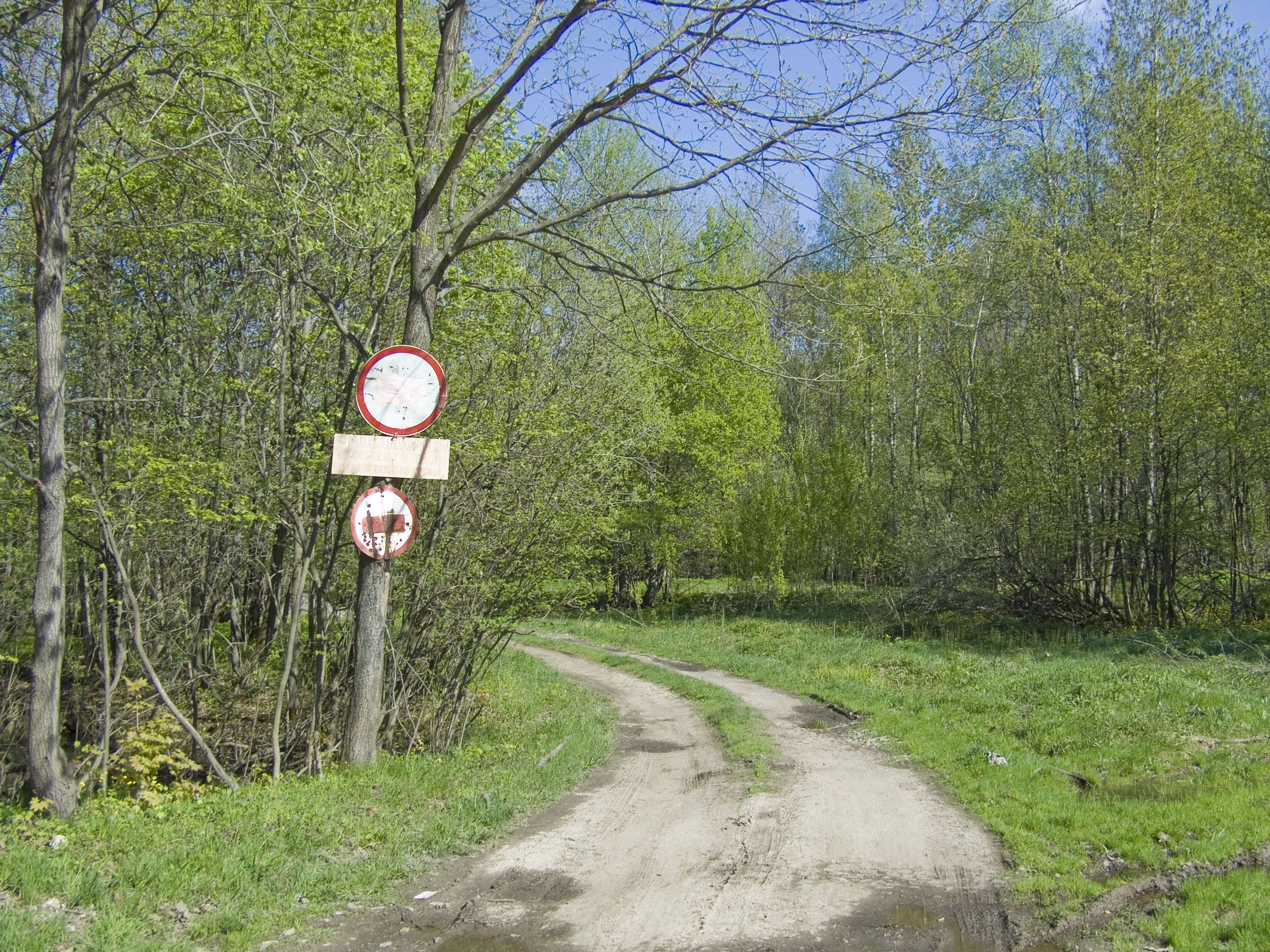
Дорога при въезде на станцию
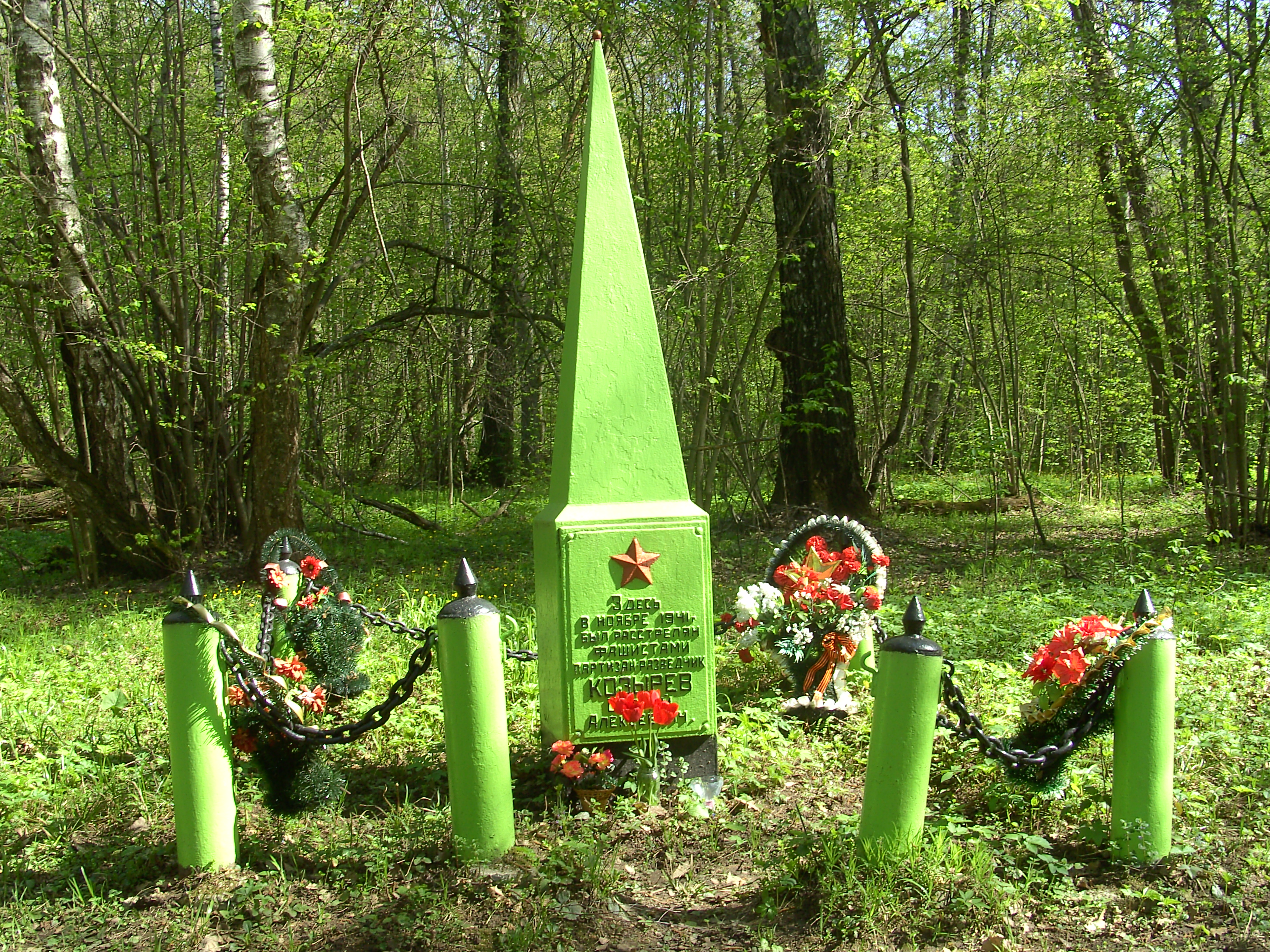
Памятник погибшему партизану

{|

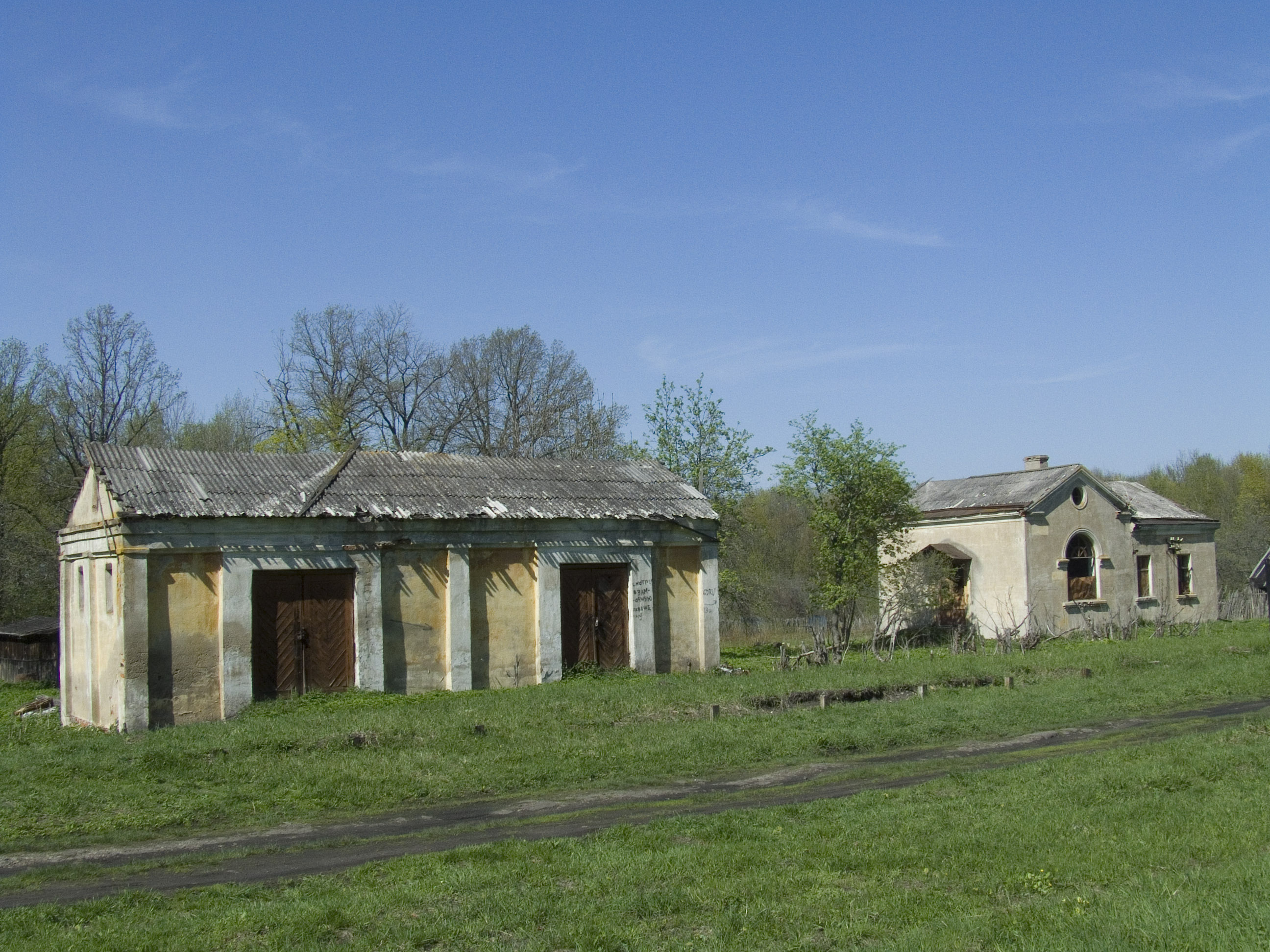
Бывшая станция Рвы
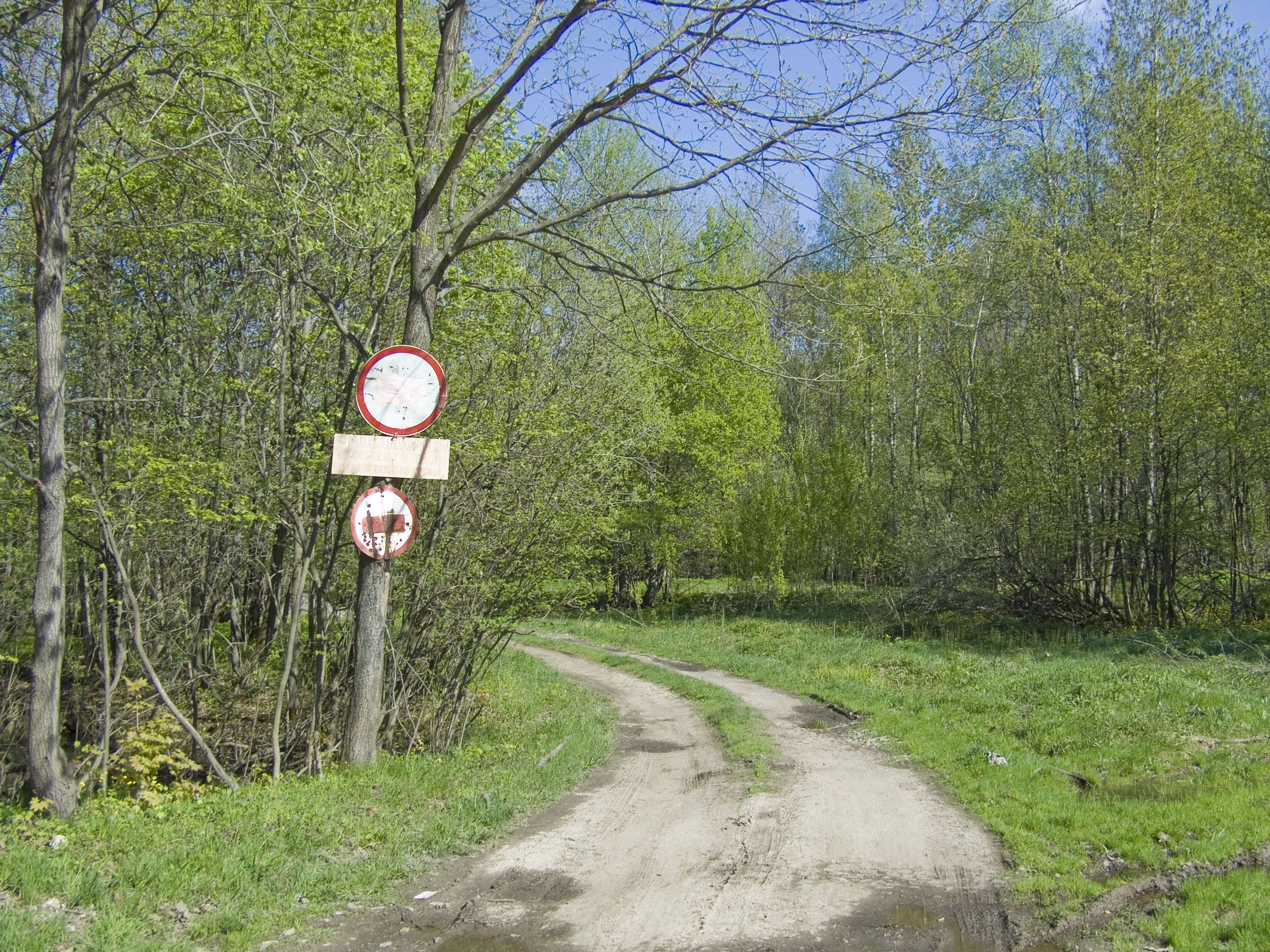
Дорога при въезде на станцию
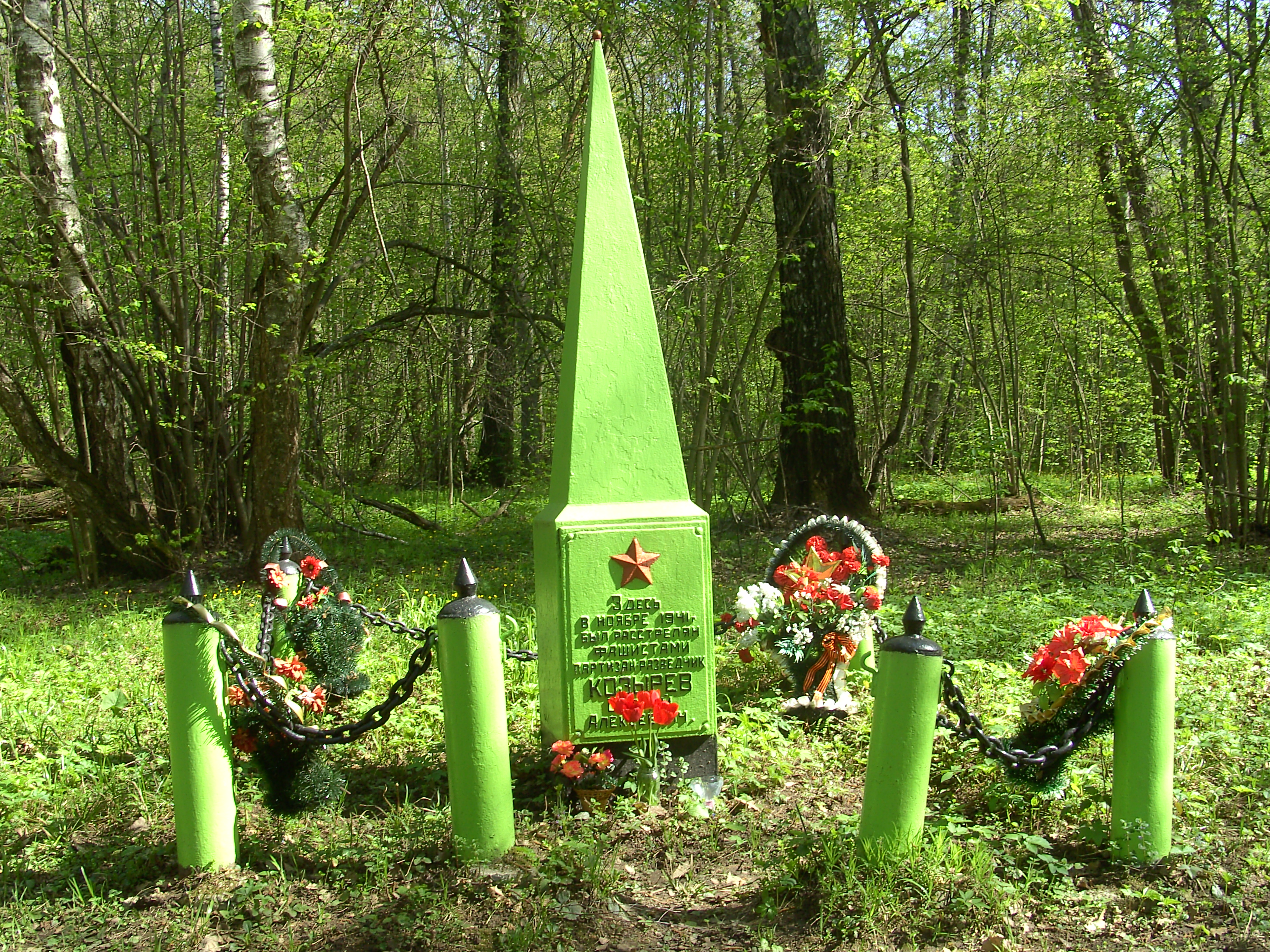
Памятник погибшему партизану

|}